# 日本社会党
日本社会党（日语：／ Nippon shakai-tō, Nihon shakai-tō */?），简称社会党（社会党）、社会（社会）或社党（社党），是一個已不存在的日本左翼政党。该党支持和平宪法、反对自由民主党（自民黨）的修宪计划、反对《日美安全保障条约》，同时否认日本自卫队存在的合宪性、支持日本实行非武装中立政策。
1945年11月2日，以社会大众党为中心的二战前左翼政党结成了日本社会党。成立初期，日本社会党曾一度成为日本的执政党（片山内阁），但隨後便在1949年的众议院选举中大败，失去執政權。1951年，日本社会党内部就《旧金山和约》问题产生分歧，社会党一度分裂为社会党右派（偏向支持社会民主主义）与社会党左派（偏向支持劳农派马克思主义），直到1955年两派才重新统一。1955年起，随著保守势力整合为中间偏右的保守主义政黨自民党（保守合同），55年体制逐步稳固，自民党长期执政、支持革新的日本社会党则长期屈居第二位，成为“万年在野党”。1960年，日本社会党再次发生分裂，西尾末广等立场偏右的成员脱离日本社会党，另行组建民主社会党。20世纪60年代后半起，日本社会党的选情愈发低落，70年代一度只能获得大约20%的选票。这不仅仅是因为在野党的数量增多，也与日本社会党在城市地区的选票被公明党与日本共产党分走有关。
1986年，土井多贺子出任社会党委员长（党首）一职。土井多贺子时期，日本社会党将精力集中于消费税、自民党政治家丑闻等现实议题，党内的人事也作了调整。作出这些转变后，日本社会党一改长期以来的颓势，在1989年的参议院选举与1990年的众议院选举中取得较多议席，时称“土井旋风”。但好景不长，1993年日本社会党在众议院选举中大败，损失近半数议席，仅赢得70个议席。虽然1995年村山富市一度通过与自民党、先驱新党组成联合政府的方式成为日本社会党建党以来的第二位首相，但村山内阁很快出现一系列政策失误（例如未能有效应对1995年1月的阪神大地震），导致村山内阁的支持率急剧下降。此外，这一时期日本社会党对有关安保条约、自卫队的观点以及党的意识形态作了很大调整，令社会党的根基动摇、党员与支持者大量流失。1995年9月，日本社会党在第63次临时大会上宣告將放弃社会主义路线，改组為一民主、自由的新政党。1996年1月，日本社会党正式改组为社会民主党，日本社会党50年的历史宣告终结。由日本社会党改组的社会民主党依然难以逆转颓势，逐渐淡出主流政治舞台。

## 历史

### 建党前后
日本社会党起源于战前日本曾合法存在的几个无产阶级政党。20世纪之初，日本曾先后有两个左翼政党社会民主党（1901年）、社会党（1906年）成立。但这两个政党都很快遭到取缔。进入大正时代后，日本曾短暂允许部分民主制度的存在（史稱大正民主），以劳动农民党（左派）、日本劳农党（中间派）、社会民众党（右派）为代表的无产阶级政党于这一时期成立。但随着日本政治自由的再次收紧，大部分的无产阶级政党接连被取缔，至1938年，各无产阶级政党只有1932年由社会民众党和全国劳农大众党合并而成的社会大众党仍然合法存在。但社会大众党此时领导层也已集体右转，对日本发动的侵略战争持支持态度。1940年大政翼赞会成立，社会大众党与其他所有政党一并解散，并入大政翼贊会:1-12。

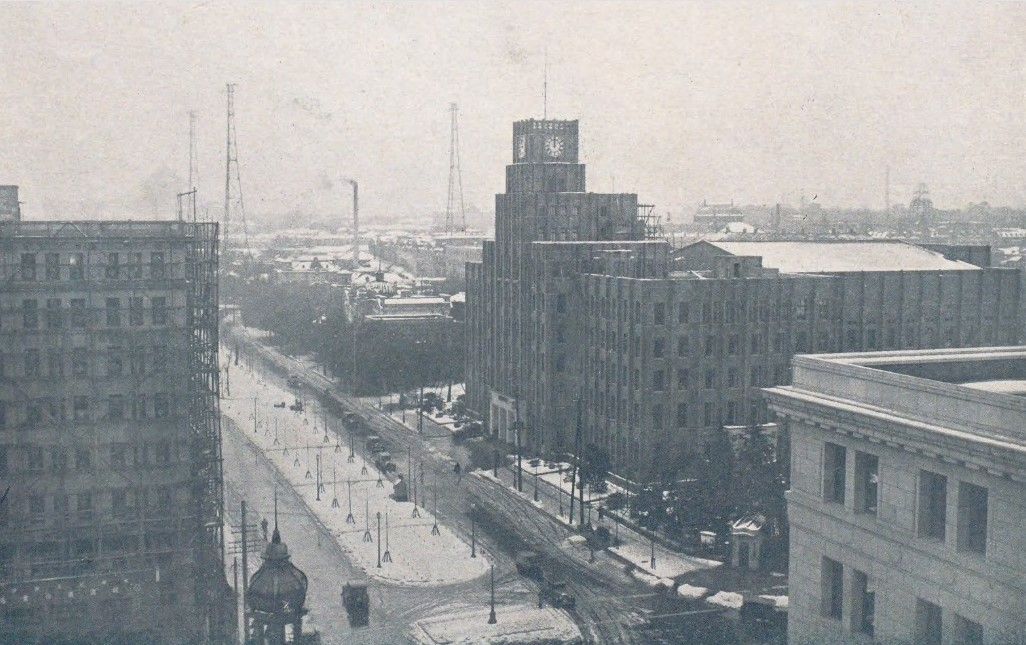
日本社会党结成大会的召开地点东京日比谷公會堂，摄于1930年

1945年8月，于二战中战败的日本宣布无条件投降。同年9月，盟军对日本实行全面占领。最初，西尾末广、水谷长三郎等立场偏右的人士曾就成立一个新政党的问题展开商议，但他们的计划相当保守，甚至一度计划成立一个不站在社会主义立场上的“民主主义的国民政党”。曾参与有关讨论的山川均日后回忆道，当时的计划是建立一个比战前的无产阶级政党更加保守的“充其量只有自由主义倾向的进步政党”。但在盟军决定在日本推行民主化政策的消息传开后，战前曾参与社会主义运动的人士改变了计划:15-16。1945年9月22日，安部矶雄、高野岩三郎、贺川丰彦三人于东京新桥藏前工业会馆召召集了一次名为“统一的无产阶级政党成立座谈会”的会议，是为日本社会党的滥觞。左派与右派之间就部分问题在这次会议上发生了争执，但座谈会的参会者一致同意结成一个新政党，并决定委任安部、高野、贺川三名召集人组建新政党的筹备委员会。就这一新政党（也就是后来的日本社会党）的政治立场，筹备委员会发言人水谷长三郎曾作出这样的说明：拥护明治天皇的五条誓文、谋求建立“日本式的民主政治”。此外，水谷在这一时期曾表示，正在筹备的新政党是“社会主义的群众政党”、“以社会主义理论为基础的国民政党”，立场比日本共产党靠右，但比鸠山一郎等保守派靠左。参与成立这个新政党的人士背景与派系相当复杂，从支持劳农派马克思主义的左派，到倾向社会民主主义的右派乃至维护国体论甚至有战争罪嫌疑的人士，为日后社会党的发展埋下隐患:12-15。
1945年9月27日，安部、高野、贺川三人指定片山哲等十九人为新党筹备委员会的成员。筹备委员会19名成员中有15人都是原社会大众党或日本劳农党的成员，标志着右派在新政党中占据主导地位。1945年11月2日，日本社会党结成大会在东京日比谷公会堂召开，宣告日本社会党的正式成立。这次会议的参会者共有3500人，会上通过的日本社会党党纲与宣言偏向中间派和右派，即欧洲式的社会民主主义立场:15-17。
日本社会党成立之后，由属于社会党右派的片山哲出任书记长一职。委员长（党首）此时仍然处于悬空状态，由书记长片山哲代理委员长职权。直到1946年9月28日，才正式推举片山哲为委员长一职。

### 短暂执政、下野

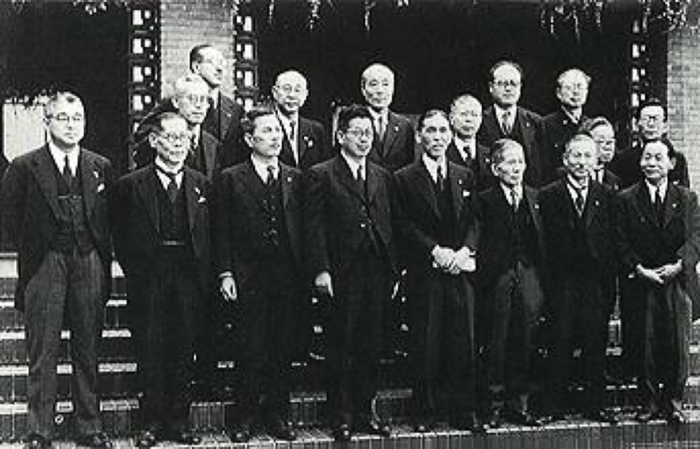
由日本社会党委员长（党首）片山哲（前排左四）出任首相的片山内阁

在日本工人运动声势高扬的背景下，1947年的众议院选举中，日本社会党以微弱优势成为了议会第一大党。经过协商，日本社会党与保守系的民主党、國民協同黨组成联合政府，由片山哲出任首相一职。但因为是日本社会党与保守系政党组阁，三党迟迟无法就人事问题达成一致，乃至出现亲任式时还尚未推出阁僚名单，片山哲只能以一人兼任所有阁僚的名义出席亲任式的场面（一人内阁）。片山内阁作出了一系列涉及地方自治、警察与国家公务员制度等方面的改革，同时对民法、刑法进行了修正，并废除了内务省建制。但是，社会党、民主党、国民协同党本身存在较大分歧：社会党为了达成联合执政，作出了不让社会党左派出任阁僚、不推行重要产业国有化等较大让步。但是，片山内阁执政后不久，社会党方面就计划对煤铁产业进行国家管理以达到促进煤铁产业发展的目的，但保守系政党对此持反对态度。最终三党达成的妥协方案并不能令社会大众满意。片山对农林大臣平野力三罢免案又引发保守系政党的不满。最终，同时失去保守系政党与社会党内左派支持的片山内阁在昭和23年（1948年）预算案审议过程中宣布总辞，执政不满一年的片山内阁垮台。接替片山内阁的芦田内阁仍然是民主党、社会党、国民协同党三党的联合政府，部分阁僚由社会党党员担任，但首相是由民主党总裁芦田均出任。但芦田内阁只持续7个月便因昭和电工事件垮台。芦田内阁垮台后，以吉田茂的民主自由党为中心组建的第二次吉田内阁上台，日本社会党成为在野党。
1949年，因大众感到日本社会党未兑现先前选举时的承诺，日本社会党得票率显著降低，在當年舉行的第24届众议院选举中惨败，仅赢得466个议席中的48个。

### 党内分裂
为应对1949年众议院选举的惨败，社会党于1949年4月召开了“再建大会”。在这次会议上，左派与右派就社会党的路线问题产生了分歧。社会党右派主张走渐进的改良主义路线，认为日本社会党应该是大众政党；而社会党左派认为应该走社会主义革命路线，日本社会党应该是阶级政党。1950年1月，在社会党第五次大会上，以人事与青年部问题为导火索，左派与右派决裂。1951年1月，社会党第七次大会上确立了社会党由左派主导的体制，并推举属于社会党左派的鈴木茂三郎担任社会党委员长。内容为“全面和谈、坚持中立、反对軍事基地、反对再军备”的和平四原则也在这次大会得到采用。但这次会议上左派与右派关于和谈与和平问题的分歧也进一步扩大。1951年10月，社会党左派与右派之间无法就旧金山和约与旧安保条约问题达成一致，两派正式分裂为社会党左派与社会党右派。

### 左右派再统一、55年体制

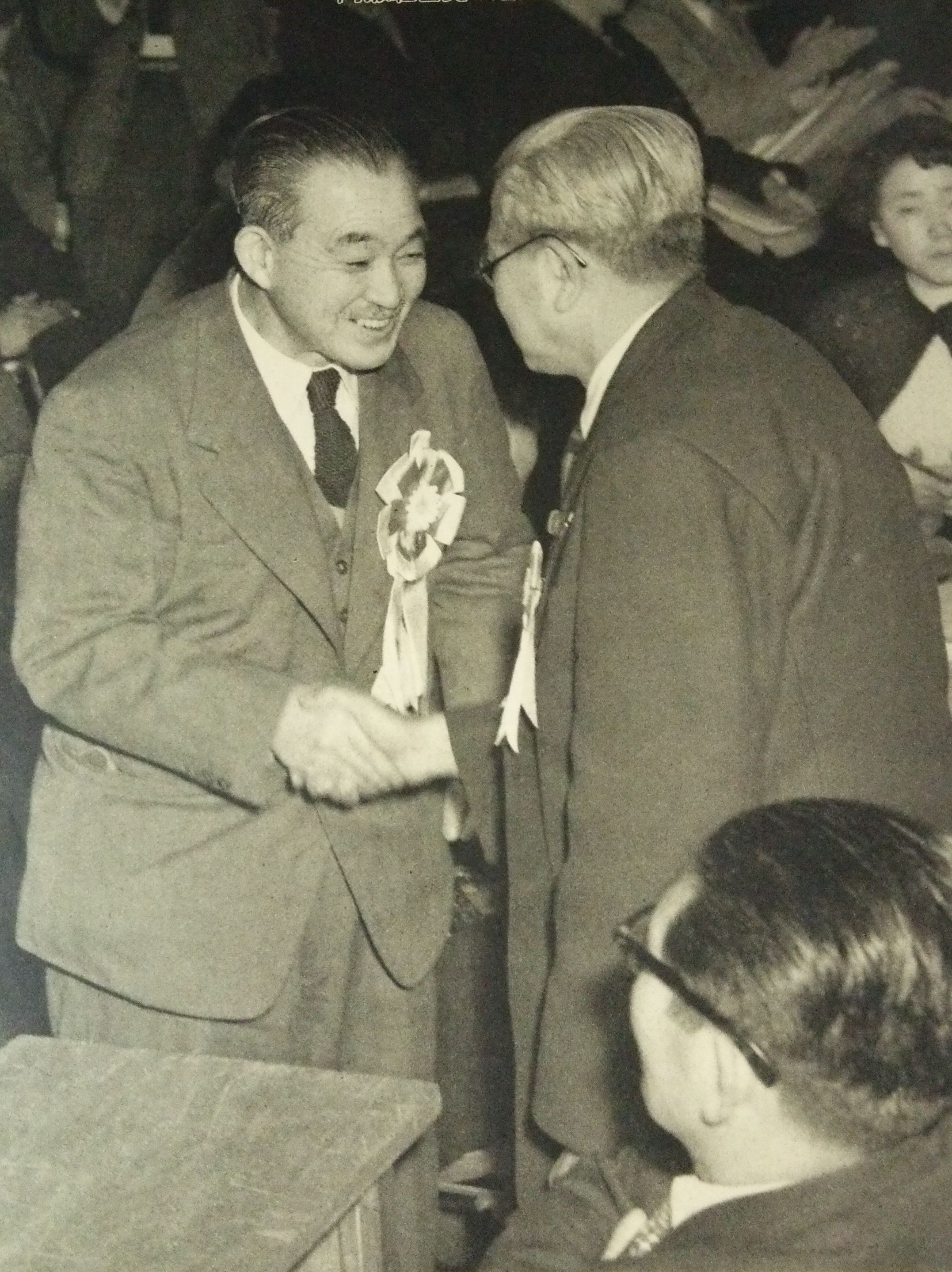
1955年1月18日，社会党右派委员长河上丈太郎与社会党左派委员长铃木茂三郎在右派社会党大会通过社会党再统一决议后互相握手致意

1955年10月，为了团结一致对抗保守势力并确保选票，日本社会党左右两派结束了长达四年的分裂，宣布恢复日本社会党的统一。统一后的日本社会党由左派出身的铃木茂三郎担任委员长、右派的浅沼稻次郎担任书记长。重新统一后，社会党与立场偏左的工会组织日本劳动组合总评议会（总评）的关系进一步拉近。得知社会党左派与右派重新统一后，保守势力感到压力，认为己方在未来可能会输给以日本社会党为代表的左翼势力，失去执政地位。于是，作为对应，1955年11月，两大保守派政党日本民主党与自由党宣布合并为自由民主党，结束了保守勢力的分裂現象，史称“保守合同”。从此以后，日本政治进入55年体制。55年体制下，代表保守势力的自民党长期执政，但也难以获得议会2/3以上的多数达成修宪的愿望。而代表革新势力的社会党则是长期趋于第二大党、第一大在野党地位。社会党虽然长期在野，成为“万年在野党”，但对自民党政权起一定监督、牵制作用。55年体制一直持续到自民党于1993年第40屆众议院选举中失去绝对多数席次為止。

### 安保斗争
1958年，岸信介主导的自民党政府开始与美国交涉改定日美之间的安全保障条约（即后来的《美日安保条约》，又称“新安保条约”）。决定与美国在防务上加强合作的决定激起了日本国内的反对声浪。1959年3月，反对改订安保条约的各方结成了“安保改定阻止国民会议”，日本社会党是参与方之一。安保斗争期间，日本社会党委员长是浅沼稻次郎。浅沼1959年3月访华时曾对毛泽东表示：“美帝国主义是中日两国人民的共同敌人。”1960年10月12日，在东京日比谷公会堂举行的一次各政党党首参加的辩论会上，正发表演说的浅沼稻次郎被一名冲上讲台的右翼青年山口二矢刺杀。浅沼遇刺的场面经电视转播到日本全国，引起冲击。虽然最后新安保条约在自民党坚持下强行通过，但此事也导致岸信介内阁的总辞职。日本社会党内部关于《美日安保条约》的意见分歧导致西尾末广一派于稍早的1960年1月脱党，另组民主社会党。

### 美国的干涉、西尾末广派分裂
20世纪50年代至60年代，正值美苏冷战高潮。美国担心如果社会党等左翼政党成为日本的执政党，将会强化日本的中立地位，甚至倒向苏联一方。此外，美国方面也怀疑日本社会党收受苏联的秘密援助。为了配合自身的战略目标，这一时期美国一方面向自民党政治家提供了秘密援助，一方面对日本社会黨进行监控并设法弱化日本社会党的力量。例如，美国艾森豪威尔政府于1958年众议院选举前给予自民党等保守亲美政党秘密经济援助，同时向他们提供了一些选举上的建议；CIA长期将内线混入日本社会党以及与社会党关系密切的青年团体、学生团体、工会等组织，以便进行监控。2006年美国国务院主编的外交史料集记载，为达成压制日本的左翼势力、缓解执政的自民党政府压力的目标，艾森豪威尔政府于1959年决定扶植一支“更加温和”、较为亲美的左翼势力。为达成这一目的，美国中央情报局（CIA）暗中给予西尾末广等部分日本社会党内的右派人物秘密金援，鼓动他们从日本社会党独立。作为结果，1960年，西尾末广等部分社会党右派宣布脱离日本社会党，另行组建立场较日本社会党偏右、支持安保条约的“民主社会党”（民社党）。根据统计，截至民社党结党，CIA一共给予相关人物共计7万5千美元的金援。直到1964年为止，CIA每年都给予民社党同样数额的经济援助。

### 教条化倾向、显露颓势

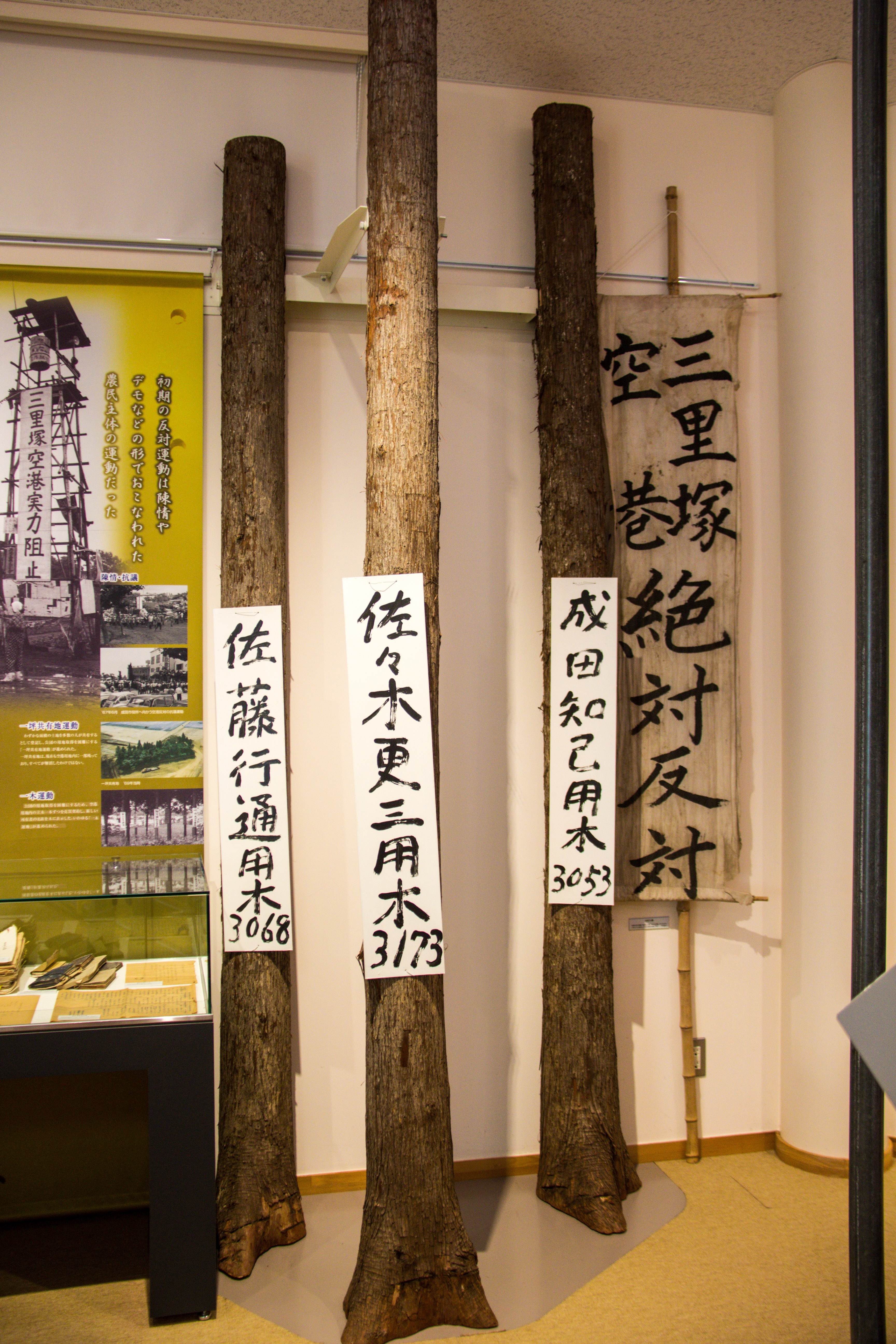
20世纪70年代，以时任日本社会党委员长成田知巳为首的日本社会党籍议员通过在当地进行立木对反对东京修建新机场的抗争活动（三里塚斗争）进行支援

浅沼稻次郎遇刺后，代行社会党委员长一职的书记长江田三郎提出了立场相对温和的构造改革论，但受到社会党左派的激烈批判。1962年12月日本社会党第22次大会上，江田三郎去职，书记长一职由属于成田知巳接任。1964年，日本社会党通过新的纲领，将自身定义为以工人阶级为核心的政党，并宣布自身的最终目标是使日本走向社会主义道路。1965年，左派激进的佐佐木更三当选委员长，社会党曾一度呈现亲中的趋势，但又遭到了江田派的反攻。这一时期，日本社会党内部派系复杂，在面对日本新左翼运动和中国文化大革命等重要问题上始终无法明确表态，总体上拘泥于马克思列宁主义的教条化倾向，使其难以获得战后快速成长的中产阶级支持，是日后在历次选举中得票率逐渐萎缩的原因之一。
20世纪70年代初期，日本社会党与民社党、公明党，以及日本共产党等在野党展开合作，使革新阵营赢得了包括东京都在内的许多地方自治体选举的胜利。1974年，日本社会党提出与其他在野党共同组成革护宪、民主、中立的联合政府的构想。不过，因为日本社会党基层组织薄弱、日本社会党的主要支持势力“总评”势力范围缩小，加上日本社会党在城市地区的选票被公明党、日本共产党等在野党分走等原因，自1969年众议院选举起，日本社会党在此后多次选举中都只赢得20%左右的选票。20世纪70年代后期，因为保守阵营对革新阵营在地方选举中的胜利作出了应对措施，加上日本社会党与共产党之间的嫌隙扩大等因素，20世纪70年代初期胜选的革新阵营自治体首长亦逐渐败选。
1977年，在日本社会党内遭受左派攻击，长期不得志的江田三郎宣布脱离日本社会党，另组社会市民连合（后来的社会民主联合）。

### 土井旋风
觉察到党的发展停滞后，日本社会党于20世纪80年开始作出一系列改变，决定向欧洲式的社会民主主义政党靠拢。20世纪80年代初，日本社会党调整了对安保条约与自卫队的看法，提出更温和的“违宪合法论”。1986年1月，日本社会党通过《1986年宣言》，宣布放弃先前坚持的“科学社会主义”，改走更加温和的路线。1986年7月，因日本社会党在当年的众议院选举与参议院选举中的成绩都不尽人意，时任社会党委员长石桥政嗣宣布辞职。9月，土井多贺子在党内选举中胜出，成为新一任的社会党委员长。这是日本宪政史上首次由女性出任主要政党党首。土井多贺子在任时，对社会党的人事进行了改革，同时决定将社会党集中于自民党政客的丑闻（如里库路特丑闻）以及消费税等现实议题。土井在国会辩论上的犀利风格，也为社会党赢得选民支持。在1989年的参议院选举与1990年的众议院选举中，日本社会党一改长期以来的颓势，取得较多议席，时称“土井旋风”。在社会党取得这两次选举上的胜利之后，外界曾一度认为日本政坛的风向会发生变动。

### 平成初期
1990年，因伊拉克总统萨达姆入侵科威特，中东局势急剧升温。当时日本想要向中东派遣自卫队，但日本社会党强烈反对这一提案。此事令日本社会党与民社党、公明党的关系恶化，民社党、公明党转而与自民党合作。1991年，日本社会党在地方选举中惨败，土井多贺子引咎辞职，田邊誠接任社会党委员长一职。
1993年，受主张政界重组的小泽一郎等人组建的一系列保守系新政党冲击，日本社会党在当年的众议院选举中丧失近半数议席，社会党委员长山花貞夫引咎辞职。不过，也是在这次众议院选举中，自民党失去了众议院的绝对多数，标志着55年体制的终结。

### 参与联合政府

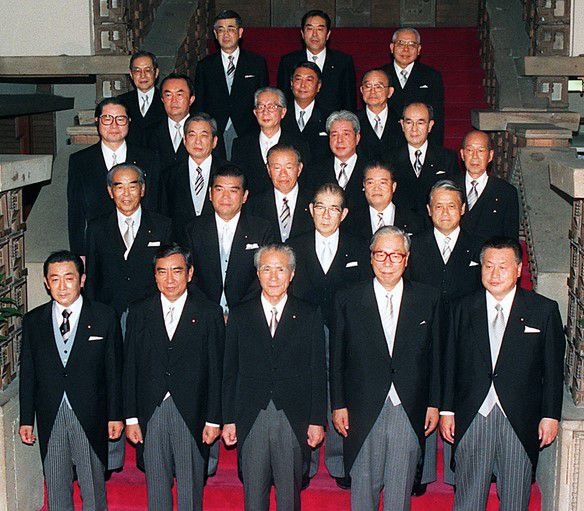
由日本社会党委员长（党首）村山富市（前排左三）出任首相的村山内阁

1993年众议院选举后，社会党加入八党联合政府（非自民、非共产连立政权），成为执政联盟的成员之一。八党联合政府先后推举日本新党的细川护熙、新生党的羽田孜担任首相，但细川内阁与羽田内阁都很短命。羽田内阁后期，因日本社会党与联合政府中的小泽一郎派不合，最终日本社会党于1994年4月宣布退出八党联合政府，转与自民党、先驱新党结盟，组成由社会党委员长村山富市出任首相的村山内阁（1994年6月），村山富市成为继片山哲之后的第二位日本社会党籍首相。为了能够与自民党组成执政联盟，日本社会党对党的方针做出了很大调整，放弃了过去坚持的非武装中立，在当年9月党大会上宣布接纳国旗上的日之丸图案、国歌君之代、以及自卫队与日美安保条约的存在，导致党员与支持者的流失。
村山富市任内推动成立旨在解决慰安妇问题的亚洲妇女基金会、亦致力于水俣病问题、原子弹爆炸受害者问题的解决。1995年8月15日，村山富市发表反思日本过去发动侵略战争的《村山谈话》。村山谈话的基本精神得到此后历届日本政府的延续。但是，村山富市内阁先后出现了一系列的失误：1995年1月，关西地区发生阪神大地震。因日本社会党对自卫队的暧昧态度，在1995年阪神大地震发生后，村山内阁迟迟没有调动自卫队前往灾区救灾，导致村山内阁的危机管理能力受到质疑。村山内阁对奥姆真理教于1995年3月发动的东京地铁沙林毒气袭击事件同样没有作出有效处置。1995年7月，日本社会党在参议院改选中大败，仅赢得改选的125席中的16席。此后，又发生冲绳美军士兵强暴日本小学女生等事件，导致村山内阁支持率进一步降低，令村山内阁于1996年1月宣布总辞。

### 解体
1994年以后，日本社会党作出政策上的重大转变，部分不满日本社会党改变对和平宪法的态度以及支持将选举区制度改为小选举区并立制的做法的党员脱离日本社会党，后来部分人物于1996年组成新社会党。1995年5月山花貞夫等人脱离社会党，组成“市民联盟”，即后来民主党的前身之一。面临分裂的危机，1995年9月社会党第63次临时大会决定解散社会党，另组一个民主主义、自由的新党。且新的政党不再坚持社会主义，而是明确支持社会民主主义路线。1996年1月，日本社会党宣布改组为社会民主党，日本社会党50年的历史宣告终结。但是，面临与朝鲜关系暧昧等问题的社会民主党终究难以逆转颓势，逐渐淡出主流政治舞台。

## 立场
日本社会党是一个社会民主主义政党，内部分为左右两派。社会党左派倾向劳农派马克思主义，而社会党右派则是偏向支持民主社会主义。日本社会党1945年建党之初，社会党右派较占优势，当时的党纲与宣言都偏向欧洲式的社会民主主义立场。1951年1月，日本社会党于第七次大会上确立了社会党由左派主导的体制:15-17。进入20世纪60年代后，江田三郎主张的构造改革论受到否定，在左派主导下，日本社会党将自身定位为以工人阶级为核心的阶级政党，同时宣布自身的最终目标是使日本走向社会主义道路。
日本社会党长期反对修改日本的和平宪法、支持非武装中立路线，反对自卫队、日美安保条约。20世纪70年代后，日本社会党对自卫队等议题采用了更加温和的表述，提出“违宪合法论”等观点。1986年1月，日本社会党通过《1986年宣言》，宣布放弃先前坚持的“科学社会主义”，改走更加温和的路线。1994年9月村山富市时代，在与自民党组成联合政府的大背景下，日本社会党对党的方针做出了较大调整，放弃了过去坚持的非武装中立，在当年9月党大会上宣布接纳国旗上的日之丸图案、国歌君之代、以及自卫队与日美安保条约的存在，并认定自卫队符合和平宪法。

## 影响评价
日本社会党长期居日本第二大政党、第一大反对党地位。虽然在55年体制下自民党长期执政，但社会党仍然起到对自民党的牵制、监督作用。日本社会党长期反对自民党修改和平宪法、支持日本走非武装中立路线，同时认为自卫队违宪。因为日本社会党等政党的存在，自民党始终无法获得议会中的三分之二多数（修宪需要参众两院同时有2/3以上议员支持）。许多选民因不愿自民党一党独大，而将选票投给社会党。

### 衰落原因
随日本经济的发展，日本民众趋向追求个人生活的安定富足，使日本社会愈发保守化。随冷战结束、55年体制终结，保守、革新之间的对立不再是日本政坛的主轴。在这样的情势下，日本朝野对许多问题逐渐趋向于态度一致，令社会党难以获得选民支持。平成年代初期，小泽一郎等人提议进行“政界重组”，即将日本政坛从保革对峙、保守系的自民党长期执政的模式转化为两个保守派政党轮流执政的模式，加速了社会党的边缘化。村山富市担任首相期间未能处理好阪神大地震等一系列问题，使得村山内阁支持率急跌。加之村山时期社会党对有关安保条约、自卫队的观点，以及党的意识形态作了很大调整，造成党员与支持者大量流失的结局。
五十岚仁认为，社会党逐渐失去基本盘是造成社会党衰落的原因之一。日本社会党的重要支持者是工人阶级，但进入20世纪60年代以后，工人阶级逐渐依附于企业。这种工人依附于企业的模式在石油危机后得到进一步强化，最终令社会党的基本盘发生动摇。
此外，日本社会党本身也有结构性的问题。日本社会党在20世纪60年代初期放弃了构造改革论的观点，出现拘泥于马克思列宁主义的教条化倾向。这使日本社会党难以获得战后快速成长的中产阶级的支持。日本社会党党内派系背景复杂。而且与自民党不同的是，日本社会党内部的派系往往存在意识形态上的差异，使得不同派系之间的矛盾难以调和，内部派系斗争往往具有破坏性。日本社会党的基层组织薄弱，十分依赖工会组织日本劳动组合总评议会（总评），甚至被称为“总评政治部”。1989年总评宣布解散，与其他派系的工会组织合并为全国劳动组合总联合。全国劳动组合总联合与社会党的关系不如总评密切，对社会党造成冲击。前社会党委员长成田知巳认为日本社会党有三大问题：依赖工会、日常活动不足，以及脱离基层的“议员党”特性。

## 组织构架

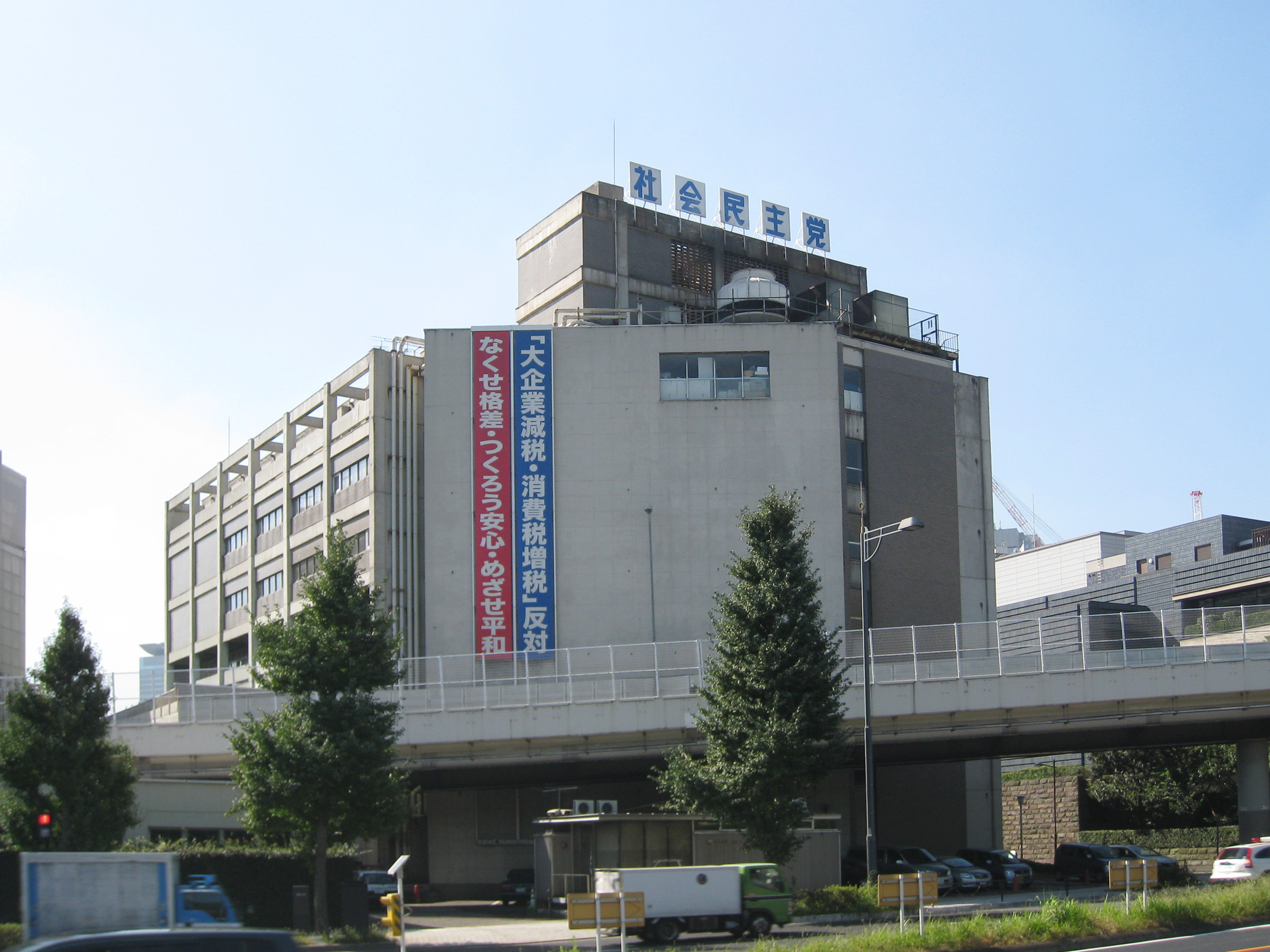
原日本社会党党部所在地社会文化会馆（摄于2009年，此时日本社会党已改组为社会民主党）

日本社会党的党首是日本社会党中央执行委员长，决策机构是由20至25名成员组成的中央执行委员会/执行部，主要成员包括中央执行委员长、执行部书记长，以及各局部长。社会党在各地设党支部，党员每月缴纳党费。

## 历任党首
| 任次                                   | 委員長                   | 委員長                   | 就任时间                 | 卸任时间                 | 备注                     |
| 日本社会党中央执行委员长               | 日本社会党中央执行委员长 | 日本社会党中央执行委员长 | 日本社会党中央执行委员长 | 日本社会党中央执行委员长 | 日本社会党中央执行委员长 |
| -------------------------------------- | ------------------------ | ------------------------ | ------------------------ | ------------------------ | ------------------------ |
| －                                     | （懸空）                 | （懸空）                 | 1945年11月2日            | 1946年9月28日            | [ 註 1 ]                 |
| 1                                      |                          | 片山哲                   | 1946年9月28日            | 1950年1月16日            | 第46任内阁总理大臣       |
| （分裂为社会党左派与右派）             |                          |                          |                          |                          |                          |
| －                                     | （懸空）                 | （懸空）                 | 1950年1月16日            | 1951年1月19日            | [ 註 2 ]                 |
| 日本社会党中央执行委员长（左派）       |                          |                          |                          |                          |                          |
| －                                     |                          | 鈴木茂三郎               | 1951年1月19日            | 1955年10月12日           | [ 註 3 ]                 |
| 日本社会党中央执行委员长（右派）       |                          |                          |                          |                          |                          |
| －                                     |                          | 浅沼稻次郎               | －                       | 1953年1月18日            | [ 註 4 ]                 |
| －                                     |                          | 河上丈太郎               | 1953年1月18日            | 1955年10月12日           |                          |
| 日本社会党中央执行委员长（左右再统一） |                          |                          |                          |                          |                          |
| 2                                      |                          | 鈴木茂三郎               | 1955年10月13日           | 1960年3月21日            |                          |
| 3                                      |                          | 浅沼稻次郎               | 1960年3月23日            | 1960年10月12日           | [ 註 5 ]                 |
| 4                                      |                          | 江田三郎                 | 1960年10月12日           | 1961年3月6日             | 代理                     |
| 5                                      |                          | 河上丈太郎               | 1961年3月6日             | 1965年5月6日             |                          |
| 6                                      |                          | 佐佐木更三               | 1965年5月6日             | 1967年8月19日            |                          |
| 7                                      |                          | 勝間田清一               | 1967年8月19日            | 1968年10月4日            |                          |
| 8                                      |                          | 成田知巳                 | 1968年11月30日           | 1977年9月26日            |                          |
| －                                     | （懸空）                 | （懸空）                 | 1977年9月26日            | 1977年12月13日           |                          |
| 9                                      |                          | 飛鳥田一雄               | 1977年12月13日           | 1983年9月7日             |                          |
| 10                                     |                          | 石橋政嗣                 | 1983年9月7日             | 1986年9月8日             |                          |
| 11                                     |                          | 土井多贺子               | 1986年9月8日             | 1991年7月31日            |                          |
| 12                                     |                          | 田邊誠                   | 1991年7月31日            | 1993年1月19日            |                          |
| 13                                     |                          | 山花貞夫                 | 1993年1月19日            | 1993年9月25日            |                          |
| 14                                     |                          | 村山富市                 | 1993年9月25日            | 1996年1月19日            | 第81任内阁总理大臣       |

## 选举成绩
本节记述日本社会党在历届众议院与参议院选举中的成绩。除备注一栏外，其余栏目出现不适用时会填上“-”。

### 众议院
| 选举                   | 当选/总席次 | +/– | 当选/候补人数 | 状态                  | 备注                     |
| ---------------------- | ----------- | --- | ------------- | --------------------- | ------------------------ |
| （建党时）             | 15 / 468    | -   | -             | 反对党                | 因公職追放10名议员被撤职 |
| 1946年                 | 93 / 468    | ▲88 | 93/331        | 反对党                | 追加公認1人              |
| 1947年                 | 143 / 466   | ▲40 | 143/289       | 执政联盟              | 追加公認1人              |
| 1947年                 | 143 / 466   | ▲40 | 143/289       | 反对党                |                          |
| 1949年                 | 48 / 466    | ▼97 | 48/187        | 反对党                |                          |
| 分裂为社会党左派与右派 |             |     |               |                       |                          |
| 1952年                 | 57 / 466    | -   | 57/109        | 反对党                | 社会党右派，追加公認3人  |
| 1952年                 | 54 / 466    | -   | 54/96         | 反对党                | 社会党左派，追加公認2人  |
| 1953年                 | 66 / 466    | ▲9  | 66/117        | 反对党                | 社会党右派               |
| 1953年                 | 72 / 466    | ▲18 | 54/96         | 反对党                | 社会党左派               |
| 1955年                 | 67 / 467    | ▲1  | 67/122        | 反对党                | 社会党右派               |
| 1955年                 | 89 / 467    | ▲17 | 89/121        | 反对党                | 社会党左派               |
| 左派与右派重新统一     |             |     |               |                       |                          |
| 1958年                 | 166 / 467   | ▲8  | 166/246       | 反对党                | 追加公認1人              |
| 1960年                 | 145 / 467   | ▼21 | 145/186       | 反对党                | 1人退党                  |
| 1963年                 | 144 / 467   | ▼1  | 144/198       | 反对党                |                          |
| 1967年                 | 140 / 486   | ▼4  | 140/209       | 反对党                | 追加公認1人              |
| 1969年                 | 90 / 486    | ▼50 | 90/183        | 反对党                |                          |
| 1972年                 | 118 / 491   | ▲28 | 118/161       | 反对党                |                          |
| 1976年                 | 123 / 511   | ▲5  | 123/162       | 反对党                | 递补当选1人              |
| 1979年                 | 107 / 511   | ▼16 | 107/157       | 反对党                |                          |
| 1980年                 | 107 / 511   | ━   | 107/149       | 反对党                |                          |
| 1983年                 | 112 / 511   | ▲5  | 112/144       | 反对党                | 追加公認1人              |
| 1986年                 | 85 / 512    | ▼27 | 85/138        | 反对党                | 追加公認1人              |
| 1990年                 | 136 / 512   | ▲51 | 136/149       | 反对党                | 追加公認3人              |
| 1993年                 | 70 / 511    | ▼66 | 70/142        | 执政联盟 （部分时段） | 追加公認3人              |

### 参议院
| 选举                   | 当选/改选席次 | 席次/总席次 | +/- | 当选/候补人数 | 备注                    |
| ---------------------- | ------------- | ----------- | --- | ------------- | ----------------------- |
| （建党时）             | -             | -           | -   | -             | 参议院尚未建立          |
| 1947年                 | 47 / 250      | 47 / 250    | -   | 47/101        | [ 註 6 ]                |
| 1950年                 | 36 / 125      | 61 / 250    | ▲14 | 36/75         | 追加公認1人             |
| 分裂为社会党左派与右派 |               |             |     |               |                         |
| 1953年                 | 10 / 125      | 26 / 250    | -   | 10/40         | 社会党右派              |
| 1953年                 | 18 / 125      | 40 / 250    | -   | 18/50         | 社会党左派，追加公認3人 |
| 左派与右派重新统一     |               |             |     |               |                         |
| 1956年                 | 49 / 125      | 81 / 250    | ▲14 | 49/85         |                         |
| 1959年                 | 38 / 125      | 85 / 250    | ▲4  | 38/78         | 1人退党                 |
| 1962年                 | 37 / 125      | 66 / 250    | ▼19 | 37/69         |                         |
| 1965年                 | 36 / 125      | 73 / 250    | ▲7  | 36/66         |                         |
| 1968年                 | 28 / 125      | 65 / 250    | ▼8  | 28/62         |                         |
| 1971年                 | 39 / 126      | 66 / 252    | ▲1  | 39/60         | 有1人去世               |
| 1974年                 | 28 / 126      | 62 / 252    | ▼4  | 28/57         |                         |
| 1977年                 | 27 / 126      | 56 / 252    | ▼6  | 27/59         |                         |
| 1980年                 | 22 / 126      | 47 / 252    | ▼9  | 22/49         |                         |
| 1983年                 | 22 / 126      | 44 / 252    | ▼3  | 22/64         |                         |
| 1986年                 | 20 / 126      | 41 / 252    | ▼3  | 20/58         | 追加公認1人             |
| 1989年                 | 46 / 126      | 68 / 252    | ▲27 | 46/55         | 追加公認6人             |
| 1992年                 | 22 / 126      | 71 / 252    | ▲3  | 22/43         | 追加公認2人             |
| 1995年                 | 16 / 126      | 37 / 252    | ▼34 | 16/40         | 追加公認2人             |